# Urzeala tronurilor (sezonul 8)
Cel de-al optulea și ultimul sezon al dramei fantastice televizat Urzeala Tronurilor anunțat de către HBO a avut premiera mondială la 14 aprilie 2019 (la 15 aprilie în România) Spre deosebire de primele șase sezoane care au avut fiecare câte zece episoade și al șaptelea , care a avut șapte episoade, cel de-al optulea sezon va avea doar șase episoade. Ca sezonul precedent, în mare măsură va consta în conținut original ce nu este găsit în prezent, în seria lui George R. R. Martin, Un Cântec de Gheață și Foc, ci în schimb va adapta materialul pe care Martin l-a dezvăluit producători de seriale despre viitoarele romane din serie, Aripile Iernii și Un Vis de Primăvară.
Sezonul este adaptat pentru televiziune de David Benioff și D. B. Weiss. Filmarea a început în mod oficial pe 23 octombrie 2017.  
Ultimul episod al sezonului și al seriei, "The Iron Throne", a avut premiera la 19 mai 2019.

## Episoade
| Nr. în serial | Nr. în sezon | Titlu                                                            | Regizat de                  | Scris de                    | Data difuzării  | SUA telespectatori (milioane) |
| ------------- | ------------ | ---------------------------------------------------------------- | --------------------------- | --------------------------- | --------------- | ----------------------------- |
| 68            | 1            | „Winterfell”                                                     | David Nutter                | Dave Hill                   | 14 aprilie 2019 | 11,76                         |
| 69            | 2            | „Cavaler al Celor Șapte Regate” „A Knight of the Seven Kingdoms” | David Nutter                | Bryan Cogman                | 21 aprilie 2019 | 10,29                         |
| 70            | 3            | „Noaptea lungă” „The Long Night”                                 | Miguel Sapochnik            | David Benioff & D. B. Weiss | 28 aprilie 2019 | 12,02                         |
| 71            | 4            | „Ultimii membri ai familiei Stark” „The Last of the Starks”      | David Nutter                | David Benioff & D. B. Weiss | 5 mai 2019      | 11,80                         |
| 72            | 5            | „Clopotele” „The Bells”                                          | Miguel Sapochnik            | David Benioff & D. B. Weiss | 12 mai 2019     | 12,48                         |
| 73            | 6            | „Tronul de Fier” „The Iron Throne”                               | David Benioff & D. B. Weiss | David Benioff & D. B. Weiss | 19 mai 2019     | 13,61                         |

## Distribuție

### Personaje principale
- Peter Dinklage ca Tyrion Lannister[20]
- Nikolaj Coster-Waldau ca Jaime Lannister
- Lena Headey ca Cersei Lannister
- Emilia Clarke ca Daenerys Targaryen
- Kit Harington ca Jon Snow
- Liam Cunningham ca Davos Seaworth[21]
- Sophie Turner ca Sansa Stark[22]
- Maisie Williams ca Arya Stark[23]
- Nathalie Emmanuel ca Missandei[24]
- Gwendoline Christie ca Brienne of Tarth
- John Bradley ca Samwell Tarly[25]
- Isaac Hempstead Wright ca Bran Stark[26]
- Rory McCann ca Sandor "The Hound" Clegane[27]
- Iain Glen ca Jorah Mormont[28]
- Conleth Hill ca Varys[29]
- Carice van Houten ca Melisandre[30]
- Jerome Flynn ca Bronn[31]
- Joe Dempsie ca Gendry[32]

### Personaje secundare
- Ben Crompton ca Eddison Tollett[33]
- Hafþór Júlíus Björnsson ca Gregor Clegane.[34]
- Jacob Anderson ca Viermele Gri
- Rupert Vansittart ca Yohn Royce
- Marc Rissmann ca Harry Strickland[35]

## Producție

### Echipa
Creatorii seriei și producătorii executivi David Benioff și D. B. Weiss vor fi producătorii serialului pentru cel de-al optulea sezon. Directorii pentru cel de-al optulea sezon, au fost anunțați în septembrie 2017. Miguel Sapochnik, care anterior a regizat "Darul" și "Sălașul Aspru" în sezonul 5, precum și "Bătălia Ticăloșilor" și "Aripile Iernii" în sezonul 6, va reveni ca director. El va împărți directarea primelor cinci episoade cu David Nutter, care a regizat două episoade în sezoane doi, trei și cinci. Ultimul episod din serial va fi regizat de Benioff și Weiss, care anterior au regizat câte un episod fiecare.
In timpul spectacolului sud-Sud-Vest de pe 12 martie 2017, Benioff și Weiss au anunțat că scriitori serialului vor fi Dave Hill (episodul 1) și Bryan Cogman (episodul 2). Moderatorii de spectacole vor împărți pe urmă scenariul pentru cele patru episoade rămase între ei.

### Scrierea
Scrierea pentru cel de-al optulea sezon a început cu un contur de 140 de pagini. Benioff a declarat că împarțirea procesului de scriere și cine ar trebui să scrie ce secțiune a devenit mai dificilă, dat fiind că "asta ar fi ultima oară când vom mai face asta".

### Filmare
Într-un interviu acordat Entertainment Weekly, președintele programului HBO Casey Bloys a declarat că, în loc ca finalul seriei să fie o caracteristică de film, ultimul sezon ar fi un film "six one-hour" la televizor. El a continuat, "spectacolul a dovedit că Televizororul este la fel de impresionant și, în multe cazuri mai mult, decât filmul. Ceea ce fac ei este monumental". Filmările au început oficial pe 23 octombrie 2017.
Co-creatorii David Benioff și D. B. Weiss au spus că al șaptelea și al optulea sezon ar putea consta din mai puține episoade, care să ateste că, după sezonul șase, au juns "în final la 13 episoade după acest sezon. Ne îndreptăm în ultimul tur." Benioff și Weiss au declarat că au fost în imposibilitatea de a produce 10 episoade din emisiunea obisnuite de la 12 la 14 luni, cum Weiss a spus, "Trecere dintr-un program de televiziune în mai mult de un mid-range program de film." HBO a confirmat în iulie 2016, că cel de-al șaptelea sezon va fi format din șapte episoade, și premiera va fi mai târziu decât de obicei la mijlocul anului 2017, din cauza programului de filmare întârziat. Benioff și Weiss mai târziu a confirmat că cel de-al optulea sezon va fi format din șase episoade, și este de așteptat să debuteze pe ecran mai târziu decât de obicei pentru același motiv.
Benioff și Weiss au vorbit despre sfârșitul spectacolului, spunând, "De la început am vrut să spunen un film de 70 de ore. Se va dovedi a fi un film de 73 de ore, dar a rămas relativ la fel având început, mijloc și acum ne apropiem de final. Ar fi fost foarte greu dacă ne-am fi pierdut oricare membri de bază de-a lungul drumului, eu sunt foarte fericit că i-am ținut pe toți și ne-am apucat să terminăm așa cum ne dorim."Sezonului este programat pentru difuzare 2019".

### Muzica
Ramin Djawadi este setat pentru a reveni ca compozitor al spectacolului pentru cel de-al optulea sezon.